# ジオブロッキング
ジオブロッキング（Geo-blocking）は、インターネットコンテンツの配信にあたり、提供する事業者へのアクセスを試みる「利用者の地理的位置」に応じて一定の制限を加える技術。

## 概要
この技術は、国によって通貨の価値や国民の平均所得に基づくコンテンツの柔軟な価格変更や、特定の国にコンテンツを販売しない制限を加える際に応用される。例えば、オンラインカジノでは、ギャンブルを制限する法律が国によって異なるため、国ごとにアクセス制限を課すといった用途がある。他にも映画やテレビ番組、ゲームソフト、スマートフォンアプリにおいて、著作権、ライセンス契約、国ごとのレイティングと法的規制の相違など様々な理由により、特定の国からのアクセスを禁止したり、国ごとにコンテンツの中身の細かな表現に変更（流血表現やセリフなど）を加えたり、価格差別を行う際にも用いられる。
位置情報の特定方法は、ユーザーのリモートホスト・IPアドレスを解析したり、ユーザーの通信遅延時間から物理的位置を推定するなどがある。
ジオブロッキングは、インターネットコンテンツを扱う多くの事業者に用いられている。知名度が高いものの一例では、Steam・YouTube・Amazon Prime Videoの場合、「お住まいの国・地域では利用できない」旨の警告が出るコンテンツでは、特定の国からの購入やアクセスを禁じるジオブロッキングが施されている。近代オリンピックの試合映像に関しては、IOCが直接配信するYouTubeチャンネルの動画のみ全世界で視聴可能であり、NBCユニバーサル（アメリカ合衆国）やgorin.jp（日本・運営者はTVer）といった放映権を有する事業者を介して配信する場合、ほぼ全てがIOCの意向で放送事業者の所在国のみに限定する形でジオブロッキングを施されている。

## 正当性
ジオブロッキングの大本は、カートリッジやCDなどを解析・コピーし、ネット上でダウンロードするといった著作権侵害に対応するために家庭用ゲーム機器やPC用ゲームに施された政府主導のリージョン制限が発端とされている（しかし、リージョン制限のないPlayStation 3では深刻な問題になっていないため、そもそも意味がないという批判も多い。）。
また、企業側としても地域ごとにソフトの需要価値が大きく変わるため、経営戦略として発売日を地域ごとに前後させたり、またはCEROといった各国の法律や文化に基づいた独自の対応を行う余地を持たせるためとされている。
特に需要が高い場合は「品質向上のために時間をかける」「その分、価格設定を高くする」といった対応を取り、利益の最大効率化を図る目的がある。

## 批判
上記の通り、元々は違法ダウンロードや違法コピー、地域規制の対応として始まったものだが、ダウンロード販売を行う総合プラットフォームが増え、他国のデベロッパーが開発したゲームがネットで自由に買える現代では、もはや殆ど体を成しておらずにデメリットが目立つという批判が多い。
また、一部では日本特有のパッケージ市場や販売元とのしがらみを壊しかねないビジネス側の一方的都合、という憶測と批判も広がっている。
特に後者では、ユーザーを置き去りにした対応がそのまま作品と無関係に否定的な評価へとつながり、その上で潜在的なユーザーや売上を逃しているというビジネス的な批判も多く、実際にsteamなどでリージョンロックを解除した作品はパッケージ売上も比例して上がっているため、積極的に解除すべきだという意見はゲーム業界からも多数出ている。

## 回避方法
中国のグレート・ファイアウォールといったネット検閲回避方法と同じような手法で、ジオブロッキングを回避できる場合がある。IPアドレスに基づくジオブロッキングの場合は、プロキシサーバやVirtual Private Network（VPN、バーチャル プライベート ネットワーク）を用いることで回避できる。例えば「アメリカでは提供されているが、日本からはアクセスできないコンテンツ」にアクセスするため、アメリカのIPアドレスを用いたVPNを経由することでアクセス可能となるが、VPNは利用者の「国籍を偽装」することになるため、コンテンツサービスの利用規約により「国籍や個人情報の偽装」を明確に禁止しているのもある（例として、Steam利用規約「3.課金、支払い、およびその他の利用権 A. 支払いの承認」において、「ユーザーの所在地を偽る目的でIPプロキシまたはその他の方法を利用しないこと」「このような行為を行ったときは、ユーザーアカウントを無効化する」と明文化している）。

## 回避の合法性
上記の通り、利用規約に明確に反している場合もあり、また正当性に触れている通り、「当該国における法規的理由」で規制されている場合もあるので、結果的に違法性を問われる可能性がある。

特に意図的にジオブロッキングを解除するためにダウンロードされたソフトを改竄などをした場合はクラッキングに該当してしまうため、その場合でも違法性を問われる可能性がある。

## 日本でのスラング

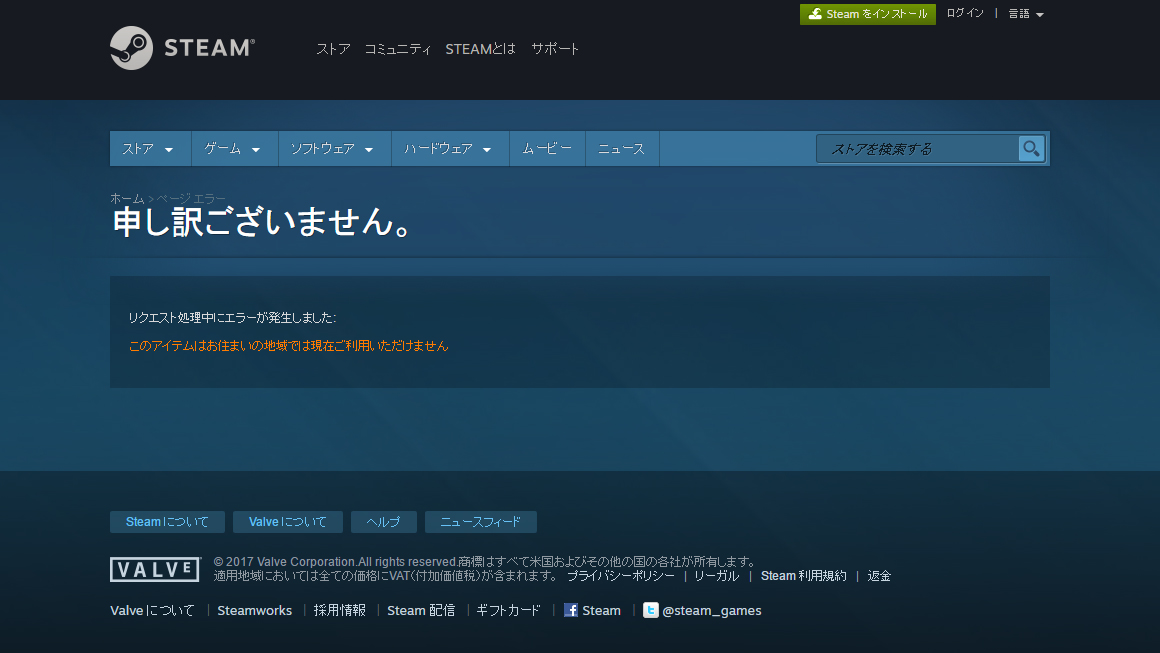
Steamのおま国

「日本から購入できない」状態を意味する「お前の国には売らない」を省略し「おま国（おまくに、おまこく）」と表現したり、日本だけ諸外国より割高な価格で販売しているコンテンツを「お前の国にも売ってやる、ただし割高な値段で」を省略して「おま値（おまね）」、日本語表示・字幕・音声の含まれないコンテンツ（日本語の追加コンテンツが別売）に対して「おま語（おまご）」と揶揄されている。
また、一部制限記載で用いられている「Not Available In ○○」（○○に該当する地域の人は利用不可）を取って、「NAI ○」と略すこともあり、日本の場合はNAIJ、またはNAJと表現することもある。